# میلاخ
میلاخ (به لاتین: Milax) منطقه‌ای مسکونی در جمهوری آذربایجان است که در شهرستان جلفا واقع شده است. میلاخ ۹۲۴ نفر جمعیت دارد.